# Čaba Silađi
Čaba Silađi (cyr. Чаба Силађи; ur. 23 sierpnia 1990) – serbski pływak specjalizujący się w stylu klasycznym, brązowy medalista mistrzostw Europy (basen 25 m).
Jego największym dotychczasowym sukcesem jest brązowy medal mistrzostw Europy na krótkim basenie w Stambule w 2009 roku na dystansie 50 m żabką.